# Birdo Studio
Birdo Studio é um estúdio de animação brasileiro. Com sede em São Paulo, foi criada pelos animadores Luciana Eguti e Paulo Muppet em 2005. Ambos começaram suas carreiras como animadores na década de 1990 e juntos fundaram a Birdo com o propósito de elevar a qualidade da animação de personagens no Brasil. Além de sócios, assinam créditos de produtores executivos, diretores e animadores de mais de 100 projetos.
Atualmente, o estúdio conta com mais de 60 funcionários, entre designers, animadores, diretores e produtores.

## Primeiros anos
Em 2005, Luciana e Paulo decidem montar, eles mesmos, um estúdio focado em animação de personagens, voltado para o mercado publicitário. Durante alguns anos, a equipe da Birdo criou e produziu projetos para clientes como Mercedes-Benz, Fiat, Coca-Cola, Sony.
Paralelamente aos filmes publicitários, a Birdo também produziu uma série de curtas-metragens e outros conteúdos, apresentados em festivais como Anima Mundi (festival), Playgrounds, e Festival Internacional de Curta-Metragem de Clermont-Ferrand.

## Mascotes Olímpicos Rio 2016
Em 2012, após a escolha do Rio de Janeiro como sede dos Jogos Olímpicos de Verão de 2016, abriu-se uma competição de criação e desenvolvimento dos Mascotes dos Jogos Olímpicos e Paralímpicos. A proposta de Birdo foi a criação de dois mascotes, depois nomeados Vinícius e Tom, um representando a fauna e outro a flora brasileiras. Em agosto de 2013, o concurso confirmou os dois personagens criados pela Birdo como os vencedores do concurso. A partir disso o Cartoon Network encomendou uma série animada sobre o universo desses personagens. Assim nasceu a série Vinícius e Tom - Divertidos por Natureza, composta de 32 episódios de 2 minutos de duração cada. Criada por Luciana Eguti e Paulo Muppet, a série de ação e comédia mostrava os Mascotes transformando qualquer tarefa numa engraçada competição esportiva e abrangeu temas e valores olímpicos, como as modalidades disputadas, cidades e locais de disputas, cerimônia de abertura, Revezamento da tocha dos Jogos Olímpicos de Verão de 2016.
A série foi campeã de audiência no Cartoon Network no ano de 2016, segundo o IBOPE.
Além da série animada, a Birdo também elaborou um extenso styleguide para produtos de licenciamento dos mascotes. O faturamento do programa de produtos licenciados bateu todos os recordes de venda estabelecidos nas edições anteriores dos Jogos Olímpicos Pequim 2008 e Jogos Olímpicos Londres 2012.

## Produção de conteúdo original
Após o sucesso dos projeto dos mascotes olímpicos, a Birdo se tornou uma produtora de conteúdo, voltado para o segmento de séries animadas. O primeiro projeto a ser produzido foi a série Oswaldo, criada por Pedro Eboli. Em 2017, estrearam no Cartoon Network e TV Cultura os 13 primeiros episódios da série que conta a história de um pinguim de 11 anos que vive no Rio de Janeiro. Com previsão de mais 39 episódios para 2019, Oswaldo se consolidou como o desenho animado brasileiro mais assistido no Cartoon Network em 2017.
Em 2016, a Birdo, em co-produção com a Entertainment One, começa a produção da série Cupcake & Dino: Serviços Gerais, outro projeto de Pedro Eboli. Com 52 episódios, a série conta as aventuras de um cupcake e um dinossauro que são irmãos e buscam ser os melhores dentro do ramo de serviços gerais da Cidadona. O projeto foi desenvolvido em parceria com Netflix e Teletoon (Canadá), e tem sua veiculação em todos os 190 países onde o Netflix atua, além de também ser exibido nos canais de televisão Teletoon Canadá e Disney Channel Brasil. A série estreou pelo catálogo do Netflix em 27 de julho de 2018 e previsão de estreia no Brasil para novembro de 2018.

## Outros projetos
Além da produção de conteúdo original, a Birdo também executa serviços de produção de animação. Em 2016, participou da produção da série animada Papaya Bull da Boutique Filmes. Com 26 episódios, a Birdo assina a direção e produção de animação. Com exibição na Nickelodeon, o desenho narra as histórias de Cacupé e Sócrates, um menino e um boi que convivem na Ilha do Mamão. Criada pela 52 Animation Studio, Papaya Bull é inspirado nas lendas da região de Florianópolis, onde crianças e bois vivem juntos.
Outros dos projetos mais relevantes incluem a animação da segunda temporada da websérie Star Wars: Forces of Destiny, série do universo Star Wars exibida no YouTube, produzida pela Disney. Atualmente, o estúdio conta com alguns projetos em desenvolvimento e em produção, caso da série infantil da cantora Anitta, Clube da Anittinha, que estreou em outubro de 2018 no canal Gloob, a série animada O Menino Maluquinho de Ziraldo lançada em 2022 pela Netflix e a série Astronauta de Mauricio de Sousa.

## Lista de séries produzidas ou coproduzidas
- Vinícius e Tom
- Oswaldo
- Cupcake & Dino: Serviços Gerais
- Papaya Bull
- Clube da Anittinha
- Ninjin
- Ba Da Bean
- O Menino Maluquinho
- Lupi & Baduki
- Inside the mind of a cat
- Star Wars: Forces of Destiny
- Astronauta